# 282
282 (CCLXXXII) var ett normalår som började en söndag i den julianska kalendern.

## Händelser

### Okänt datum
- Kejsar Probus mördas av sina soldater i Sirmium efter att han har beordrat dem att rensa upp i Egyptens kanaler.
- Carus, en illyrisk praetorianprefekt, blir romersk kejsare.
- En ny stad grundas i Fuzhou lite söder om den gamla staden Ye. Denna stads huvudgata har förblivit oförändrad sedan dess.

## Avlidna
- September eller oktober – Probus, romersk kejsare sedan 276 (mördad)